# Jonathan Mexique
Jonathan Mexique (Le Mans, Francia, 10 de marzo de 1995) es un futbolista de Francia que juega en la posición de centrocampista con el Nimes Olympique del Championnat National.

## Carrera

### Club
| Periodo   | Club                         |
| --------- | ---------------------------- |
| 2012-2013 | Le Mans FC II                |
| 2013-2019 | AS Monaco II                 |
| 2016-2017 | → Red Star FC (cedido)       |
| 2017      | → Círculo de Brujas (cedido) |
| 2018      | → Tours FC II (cedido)       |
| 2018      | → Tours FC (cedido)          |
| 2018–2019 | → SO Cholet (cedido)         |
| 2019–2021 | SO Cholet                    |
| 2021–2023 | LB Châteauroux               |
| 2023–     | Nîmes Olympique              |

### Selección nacional
A nivel de selecciones menores representó a Francia en las categorías sub-16 y sub-17 de 2011 a 2012 con las que jugó 14 partidos en total sin anotar goles. Debutó con Martinica en junio de 2022 y fue convocado para jugar en la Copa de Oro de la Concacaf 2023 donde anotó un gol en la derrota por 4-6 ante Costa Rica en Harrison, New Jersey.